# Компаратор (метрология)
Компара́тор — это техническое средство, естественные или специально создаваемые среды, позволяющие сличать друг с другом меры однородных величин или показания измерительных приборов, а также сравнивать участки (точки) шкал измерений.
Компараторы  входят в состав практически всех измерительных приборов, схемы которых, как правило, содержат: измерительный преобразователь, компарирующую ячейку, меру (меры), отсчётное устройство, например цифровой вольтметр с встроенным опорным стабилитроном.

## Классификация компараторов
Первая группа компараторов — это соответствующие функциональные узлы любых измерительных приборов. .
Вторая группа — это компараторы, относимые к средствам измерений, не содержащим меру. К таким компараторам относятся, например равноплечие весы, фотометрические головки, компараторы цвета.
Эти компараторы, несмотря на отсутствие в них мер, являются средствами измерений и подвергаются поверке.
Фотометрические головки поверяют в составе фотометрических скамей, которые также являются компарирующими устройствами для уравнивания освещенности от источников света.
Рычажные весы (без встроенных мер) при отсутствии разновеса могут быть использованы лишь для сравнения масс различных тел по принципу больше-меньше, т. е. для измерений в шкале порядка.
Эти меры массы — гири, особенно высокого класса, не могут быть проверены без применения весов, да и само их применение не реально без наличия весов различного назначения.
Процедура раздельной поверки весов и гирь определяется организационными, а не метрологическими факторами, а поэтому её можно отнести к распространенной процедуре поэлементной поверки.
Таким образом, единый комплекс компаратор — мера (весы и гири) проверяются раздельно. Следовательно, эта группа компараторов должна проверяться наравне с прочими средствами измерений, и сложившаяся метрологическая практика признана правильной и оправданной.
Третья группа компараторов: естественные биологические системы — органы чувств человека, его глаза и органы слуха. По мере внедрения автоматизации их роль постепенно снижается, хотя в недавнем прошлом она была значительной.
Зачастую органы чувств выступают именно в роли компараторов. Примером этому может служить сравнивание цвета изделия с эталонным атласом цветов, уравнивание яркости полей сравнения в визуальном фотометре, процесс настройки музыкального инструмента, в котором материализована шкала октав, а в качестве компаратора выступает ухо настройщика, и т. п.
К четвёртой группе компараторов относят компарирующие факторы (это могут быть среды, устройства, прессы), которые, в свою очередь, подразделяются на естественные и создаваемые с помощью технических устройств.
Например одним из компарирующих факторов первой подгруппы является гравитационное поле Земли, используемое при сличении мер массы, силы, грузопоршневых манометров и т. д.
Подгруппа — это генерируемые техническими устройствами электромагнитные поля, электрические напряжения и токи как в открытом пространстве, так и в проводниках или волноводах и т. д.
Это свойство компараторов (использование сред, процессов, явлений для сравнения) хорошо согласуется с требованиями к условиям изменения пассивных мер, для чего необходимо присутствие дополнительных факторов — физических полей (например, гравитационного поля Земли), физических процессов (например, протекание электрического тока через меры электрического сопротивления и индуктивности), т. е. наличие компарирующих сред, процессов или явлений.
В большинстве случаев от всех этих факторов требуется лишь стабильность во времени и однородность в объёме, достаточном для размещения сличаемых средств измерений.
Абсолютное значение величин, характеризующих эти факторы, не так существенно. Необходимо лишь, чтобы они обеспечивали функционирование сличаемых средств измерений в их диапазонах измерений. Поэтому вопрос о поверке компарирующих факторов обычно не возникает. Достаточно контролировать их стабильность. Но бывают исключения.
Так, при измерениях силы весовым методом, тарировании грузопоршневых манометров необходимо знать значение ускорения силы тяжести в месте расположения соответствующих эталонов, так как требования к точности измерений чрезвычайно высоки.
Значение силы тяжести не остается строго постоянным, оно подвержено изменениям во времени. Поэтому измерения ускорения силы тяжести для метрологических целей приходится время от времени повторять. Эту процедуру не принято называть поверкой, хотя её цель совпадает с целью выполнения периодической поверки.